# Druuna
Druuna er hovedpersonen i Morbus Gravis (1985-2003), en italiensk science fiction-tegneserie af Paolo Eleuteri Serpieri, om kvinden Druuna og hendes erotiske oplevelser i en verden af teknologi, mutanter og rumskurke.
Figurens udseende er ifølge Serpieri inspireret af den franske skuespiller Valérie Kaprisky i filmen La femme publique (1984).

## Morbus Gravis-serien
1. Schastars hemmelighed
2. Sandhedens tårn
3. At være eller ikke være
4. Replikanterne
5. Alrune
6. Afrodites tegn
7. Hvide øjne
8. Den glemte planet

## Oversigt
Serien er udgivet i to omgange. Carlsen udgav første serie på dansk 1987-2004 med serietitlen Morbus Gravis. Siden 2018 har forlaget Faraos Cigarer udgivet anden serie i indbundne bøger med serietitlen Druuna.
| Druuna – oversigt     |                                |             |             |                            |                                  |
| Franske udgaver       | Franske udgaver                | Antal sider | Antal sider | Danske udgaver             | Danske udgaver                   |
| 1. serie              | 2. serie                       | Antal sider | Antal sider | 1. serie: Morbus Gravis    | 2. serie: Druuna                 |
|                       | 0. Anima – Druuna Les Origines | 73          | 73          |                            | 0. Anima – Druna det første møde |
| 1. Morbus Gravis      | 1. Morbus Gravis – Delta       | 62          | 124         | 1. Schastars hemmelighed   | 1. Morbus Gravis – Delta         |
| 2. Druuna             | 1. Morbus Gravis – Delta       | 62          | 124         | 2. Sandhedens tårn         | 1. Morbus Gravis – Delta         |
| 3. Creatura           | 2. Creatura – Carnivora        | 60          | 118         | 3. At være eller ikke være | 2. Monster – Kødæder             |
| 4. Carnivora          | 2. Creatura – Carnivora        | 58          | 118         | 4. Replikanterne           | 2. Monster – Kødæder             |
| 5. Mandragora         | 3. Mandragora – Aphrodisia     | 56          | 107         | 5. Alrune                  | 3. Alrune – Replikanter          |
| 6. Aphrodisia         | 3. Mandragora – Aphrodisia     | 51          | 107         | 6. Afrodites tegn          | 3. Alrune – Replikanter          |
| 7. La Planète oubliée | 4. La planète oubliée – Clone  | 62          | 122         | 7. Hvide øjne              | (Planlagt)                       |
| 8. Clone              | 4. La planète oubliée – Clone  | 60          | 122         | 8. Den glemte planet       | (Planlagt)                       |
|                       | 5. Celle qui vient du vent     | 55          | 55          |                            | (Planlagt)                       |